# Libro di Giuseppe e Aseneth
Il Libro di Giuseppe e Aseneth o Storia del bellissimo Giuseppe e della sua sposa Aseneth è un apocrifo dell'Antico Testamento scritto in greco tra il I secolo a.C. e il I secolo d.C., probabilmente nell'ambito della diaspora ebraica in Egitto. Nel V secolo d.C. fu rielaborato in ambiente cristiano e tradotto in siriaco.

## Origine
Secondo Genesi 41:45, il Faraone diede in moglie Aseneth, la figlia di Potifar (Pentephres nei Settanta), sacerdote di On (Eliopoli), a Giuseppe. In Genesi 50-52 si narra, poi, che Aseneth diede a Giuseppe due figli, Manasse ed Efraim, e di lei non si dice altro.
Come molti racconti della Genesi, la storia biblica offriva questioni notevoli, prima delle quali il perché un discendente di Giacobbe avrebbe dovuto sposare la figlia di un sacerdote pagano, e come ciò poteva essere giustificabile. Inoltre, restava insoluto il come potevano due delle tribù eponime di Israele discendere dall'unione con un estraneo, altrimenti vietata dalla Legge mosaica. La storia di Giuseppe e Aseneth si proponeva, quindi, di rispondere ad alcune di queste domande.

## Trama
I ventinove capitoli del "romanzo" di Giuseppe e Aseneth narrano la trasformazione di Aseneth da idolatra al monoteismo ebraico. Aseneth, una vergine che aveva rifiutato numerosi pretendenti meritevoli, si innamora di Giuseppe quando egli, come visir d'Egitto, visita il padre. Giuseppe, però, la respinge come una idolatra indegna.
Aseneth, a quel punto, si rinchiude in una torre, si pente della sua idolatria, confessa il suo peccato e abbraccia il Dio di Giuseppe. Mentre prega per l'accettazione da parte di Dio, riceve un visitatore angelico, che le assicura che le sue preghiere verranno esaudite e le assicura che ora è una nuova creatura. Segue uno strano ed esteso rituale, dove, al fine di conferirle la salvezza, l'angelo divide con Aseneth un nido d'ape magico e si racconta della sua controparte celeste Metanoia (Pentimento). Il nido d'ape, che l'angelo segna con una croce, è pieno di uno sciame di api che circonda Aseneth, dopodiché alcune delle api muoiono, mentre altre tornano al cielo. Il senso e il significato di questo episodio delle api è incerto e sembra avere una sorta di connessione a riti di iniziazione delle religioni misteriche; inoltre, non è chiaro se il coinvolgimento di una croce indichi una influenza cristiana o meno.
Aseneth, promettendo di amare, onorare e obbedire Giuseppe, è ora vista come una potenziale moglie da lui e i due si sposano, generando Efraim e Manasse.
Negli ultimi capitoli del libro, il figlio del Faraone, innamorato di Aseneth, tenta di rapirla, persuadendo Dan e Gad ad assisterlo e uccidere Giuseppe. Tuttavia Beniamino, fratello fedele di Giuseppe, sventa il tentativo e il figlio del Faraone viene ucciso. Aseneth perdona Dan e Gad e lei e Giuseppe continuano a governare l'Egitto.